# 马克斯·列夫琴
马克西米利安·列夫琴（烏克蘭語：Максиміліан Левчин，羅馬化：Maksymilian Levchyn，1975年6月11日—），乌克兰出生的資訊科技企业家。

## 生平
与彼得·蒂尔创办网络支付公司PayPal，并曾担任首席技术官。此外，他创办或参与创办了Slide和Yelp。他也是第一个商业实现验证码的开发者之一。

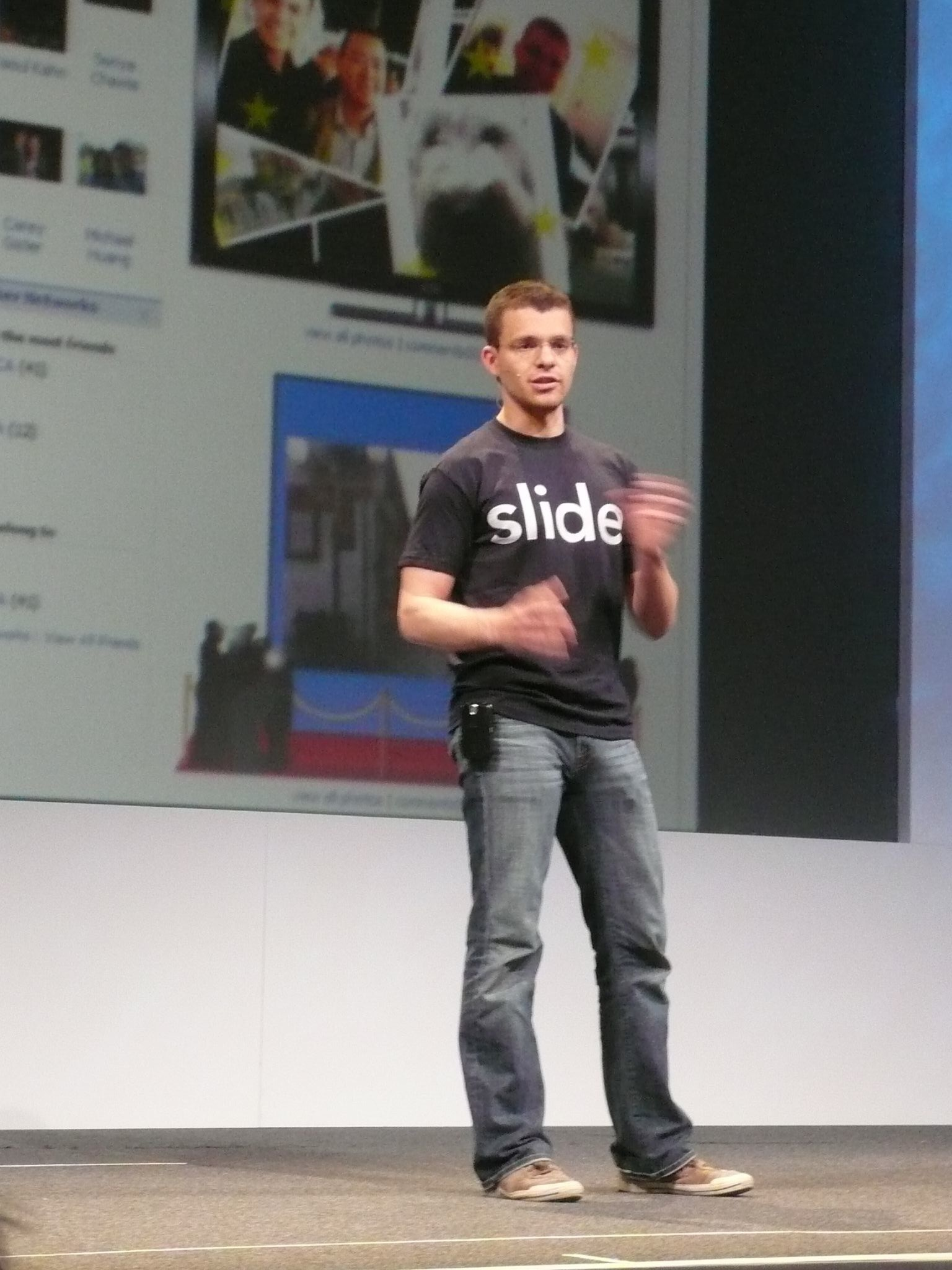
马克斯·列夫琴